# الحرية للفكر الذي نكره (كتاب)
الحرية للفكر الذي نكره: نظرة على تاريخ التعديل الأول (بالإنجليزية: Freedom for the Thought That We Hate: A Biography of the First Amendment) هو كتاب غير روائي صدر عام 2007 للصحفي أنتوني لويس يتحدث فيه عن حرية التعبير، وحرية الصحافة، وحرية الفكر، والتعديل الأول لدستور الولايات المتحدة. ويبدأ الكتاب باقتباس التعديل الأول للدستور، الذي يحظر على الكونجرس الأمريكي سن التشريعات التي تحد من حرية التعبير أو حرية الصحافة ثم يتتبع لويس تطور حركة الحريات المدنية في الولايات المتحدة من خلال الأحداث التاريخية الرئيسية حيث يُقدم لمحة عامة لسوابق قضائية مهمة تتعلق بحرية التعبير، من ضمنها آراء المحكمة العليا الأمريكية في قضية شنك ضد الولايات المتحدة (1919)، وقضية ويتني ضد ولاية كاليفورنيا (1927)، وقضية الولايات المتحدة الأمريكية ضد شويمر (1929)، وقضية شركة نيويورك تايمز ضد سوليفان (1964)، وقضية شركة نيويورك تايمز ضد الولايات المتحدة (1971).
يستمد الكتاب عنوانه من الرأي المعارض لأوليفر وندل هولمز الابن، وهو قاضي معاون في المحكمة العليا، في قضية الولايات المتحدة ضد شويمر حيث كتب هولمز أنه «إذا كان هناك أي مبدأ في الدستور يدعو بشكل حتمي لمادة مكملة فهو مبدأ حرية الفكر— وحرية الفكر ليست لمن يتفقون معنا فحسب بل إنها حرية للفكر الذي نكره»، كما يُحذر لويس من محاولة الحكومة قمع حرية المواطنين في التعبير والنقد عن طريق استغلال فترات الخوف والاضطراب في المجتمع بعد أحداث الحادي عشر من سبتمبر.
لاقى الكتاب استحسانًا لدى كثير من النُقّاد؛ كان من بينهم جيفري روزن من جريدة نيويورك تايمز (The New York Times)، وريتشارد فالون من مجلة هارفارد (Harvard Magazine)، ونات هينتوف، واثنان من أعضاء دائرة نُقّاد الكتاب الوطنية، ومجلة النّقد الأدبي «كيركوس ريفيوز» (Kirkus Reviews)، وقد علق جيريمي ألدرون على العمل في مجلة «نيويورك ريفيو أوف بوكس» (The New York Review of Books)، وانتقد موقف لويس تجاه حرية التعبير فيما يتعلق بخطاب الكراهية، وقد أسهب ألدرون لهذه الانتقادات في كتابه «الضرر من خطاب الكراهية» (2012) الذي خصص فيه فصلًا كاملًا لكتاب لويس؛ مما دفع قاضي المحكمة العليا السابق، القاضي جون بول ستيفنز إلى كتابة تحليل نقدي لكلا العملين في مجلة «نيويورك ريفيو أوف بوكس».

## المحتوى

التعديل الأول لدستور الولايات المتحدة هو جزء من وثيقة الحقوق.

يحلل كتاب «الحرية للفكر الذي نكره» قيمة حرية التعبير، ويقدم لمحة عامة عن التطور التاريخي للحقوق التي كفلها التعديل الأول لدستور الولايات المتحدة، ويأتي عنوان الكتاب مستمدًا من الرأى المعارض للقاضي هولمز في قضية الولايات المتحدة ضد شويمر (1929)، حيث نبه أن ضمانات التعديل الأول تستحق الحماية وبخاصًة في أوقات الخوف والاضطراب عندما تعلو الصيحات إلى قمع المعارضة وتصبح أكثر صخبًا؛ فكتب هولمز أنه«إذا كان هناك أي مبدأ في الدستور يدعو بشكل حتمي لمادة مكملة فهو مبدأ حرية الفكر— وحرية الفكر ليست لمن يتفقون معنا فحسب بل إنها حرية للفكر الذي نكره».
يبدأ الكتاب باقتباس التعديل الأول للدستور، الذي يحظر على الكونجرس الأمريكي سن التشريعات التي تحد من حرية التعبير أو حرية الصحافة. يحلل المؤلف أثر هذا البند فيشير إلى جيمس ماديسون، واضع دستور الولايات المتحدة، الذي آمن بأن حرية الصحافة ستمثل شكلًا من أشكال الفصل بين السلطات بالنسبة للحكومة؛ ويكتب لويس أن احترام حرية التعبير يُعلم القارئ لما يجب على المواطنين الاعتراض على محاولات الحكومة منع وسائل الإعلام من نقل الأخبارالتي تسبب البلبلة، كما يحذر لويس أن الدول التي لا تسمح بالتعبيرعن الآراء الجدلية، يصبح المواطنون والصحفيون بالكاد أنصارًا للدولة نفسها، ثم يسرد بعض الأحداث التاريخية البارزة التي كان الخوف فيها عاملًا أساسيًا جعل الحكومة، أو السلطة التنفيذية على وجه الخصوص، تقوم ببعض الأفعال المبالغ فيها ويعطي المؤلف نبذة عن محاولة النظام القضائي في الولايات المتحدة، الذي سعى لقرون، من أجل الدفاع عن الناشرين والكتاب من محاولات القمع التي تمارسها الحكومة.

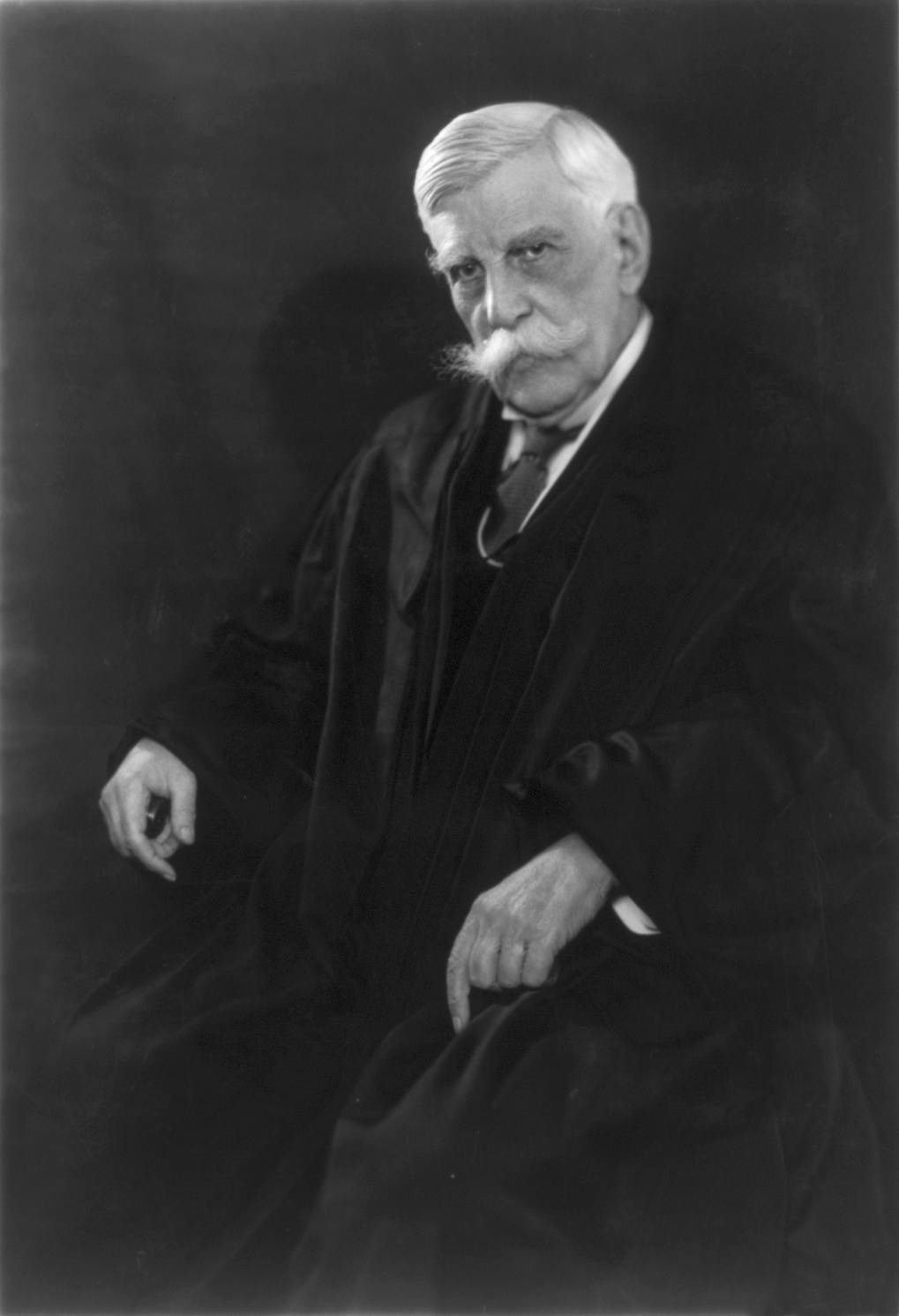
يستمد الكتاب عنوانه من الرأي المعارض لأوليفر وندل هولمز الابن في قضية ".

قامت الحكومة الفيدرالية في عهد الرئيس جون آدامز بإقرار قانون الأجانب والتحريض على الفتنة (1798) الذي نص على أن «أي كتابات فاضحة أو كيدية تحتوي على معلومات غير صحيحة ضد حكومة الولايات المتحدة» تعد عملًا إجراميًا، وقد جاء هذا القانون للتأثير سياسيًا على أعضاء الحزب الجمهوري عقابًا لهم على معارضتهم للحكومة. وفي عام 1800، انتُخِب توماس جيفرسون رئيسًا للولايات المتحدة؛ ويعتبر لويس هذا دليل على استياء الرأي العام الأميركي من قرارات آدامز المعارضة لحرية التعبير، فبعد أن تولى جيفرسون منصبه عام 1801، عفا عن المُدانين بموجب قانون الأجانب والتحريض على الفتنة. ويشير لويس إلى أن الأحداث التاريخية التي تلت ذلك تعد انتهاكًا لحرية التعبير؛ بما في ذلك قانون التحريض على الفتنة (1918) الذي حظر بشكل حاسم انتقاد سياسة الحكومة في الحرب العالمية الأولى، وقانون الأمن الداخلي لماكاران وقانون سميث اللذان تم بموجبهما سَجن الشيوعيين الأميركيين الذين عارضوا الحكومة خلال فترة حكم مكارثي.
خلال الحرب العالمية الأولى، وبسبب الخوف الشديد بين أفراد الشعب الأمريكي ومحاولات الحكومة لقمع الانتقادات الموجهة إليها، نال التعديل الأول لدستور الولايات المتحدة اهتمامًا واسعًا في المحكمة العليا الأمريكية؛ ويكتب لويس أن القاضيان المعاونان لويس برانديز وأوليفر وندل هولمز الابن قدما دعمًا واسعًا لحرية التعبير التي يؤيدها التعديل الأول؛ فبخصوص قضية شينك ضد الولايات المتحدة، كتب هولمز أن حرية التعبير يجب أن تُكفل دائمًا باستثناء بعض الحالات التي تُشكّل «خطرًا واضحًا وداهمًا» فتؤدي إلي«شرور جوهرية». ويعكس هذا رأي المؤلف الذي يرى أن حرية التعبير وسيلة لمواجهة خطر الإرهاب المحدق الذي يهدد هذا العصر، ويكتب لويس أن دستور الولايات المتحدة يسمح بقمع حرية التعبير في حالات العنف الوشيك، لكنه يحذر من استغلال هذا القانون في قمع الأعمال التعبيرية مثل حرق عَلم أو استخدام مصطلحات عامية لاذعة، ويؤكد لويس أنه من الممكن فرض الإجراءات العقابية على أي خطاب يحرض على الإرهاب أو على أي مجموعة من الناس على استعداد لارتكاب مثل هذه الأعمال.
يروي الكتاب رأيًا كتبه برانديز وأيده هولمز في قضية ويتني ضد ولاية كاليفورنيا (1927)، التي عززت فكرة حق الشعب في التعبير عن رأيه، كما شدد كلاهما على قيمة الحرية، وأكدا أن أكثر ما يمثل خطرًا عليها هو المجتمع الذي لا يعبأ بالتعبير عن آرائه علنًا.
في قضية شركة نيويورك تايمز ضد سوليفان عام 1964، حكمت المحكمة العليا بأن الحديث حول القضايا ذات التأثير العام ينبغي أن يكون مطلقًا وقويُا ومعلنًا، حتى وإن لقت هذه المحادثات نقدًا عنيفًا من قِبَل الموظفين أو المسؤوليين الحكوميين. يثني لويس على هذا القرار الذي يعتقد أنه مهد الطريق للصحافة لتكون أكثر دقة غند القيام بالتحقيقات الصحافية، وبخاصة في قضايا الخلافات، بما فيها فضيحة ووترغيت وحرب فيتنام. ويأتي المؤلف بقرار المحكمة في قضية شركة نيويورك تايمز ضد سوليفان كمثال على الفلسفة «الماديسونية» التي تبناها جيمس ماديسون والتي تحرص على حرية التعبير. ويذكر المؤلف أيضًا قضية شركة نيويورك تايمز ضد الولايات المتحدة (1971)، ويؤيد قرار المحكمة العليا الأمريكية، الذي سمح للصحافة بأن تنشر المواد السرية المتعلقة بحرب فيتنام.
يستغرب المؤلف من موقف وسائل الإعلام فيما يتعلق بالخصوصية، ويلاحظ أن المعايير الأخلاقية العامة التعلقة برفض انتهاك الحق في الخصوصية قد تغيرت مع مرور الوقت. ويستشهد لويس بالرأي المخالف الذي تبناه برانديز في قضية أولمستيد ضد الولايات المتحدة، والذي دعم الحق في الخصوصية.
يشير لويس إلى أنه عندما يزداد القلق في المجتمع، يكون حق الأمريكيين في حرية التعبير أكثر عرضة للخطر؛ فيحذر قائلًا: «ستسعى بعض الحكومات دائمًا لقمع أي نقد يوجه إليها حتى تنعم بالراحة.» في الختام يرى المؤلف أن تبني الحقوق التي كفلها التعديل الأول يمثل دعمًا قويًا لحرية التعبير.

## الموضوع
الفكرة الرئيسية للكتاب تدور حول تحذير الحكومات، التي تسعى للحد من حرية التعبير، من خطر قمع المعارضة، وبخاصة في أوقات الصراع والاضطراب. في حوار صحفي مع مؤلف الكتاب، كتبت ديبرا سليمان، الصحفية بجريدة نيويورك تايمز، أن السياسة الأمريكية قد استغلت، في كثير من الأحيان، عامل الخوف لتبرر قمعها للحريات؛ وقد أشار لويس في هذا الحوار إلى أنه بموجب قانون التجسس (1917)، وقانون التحريض على الفتنة (1918)، تمت محاكمة الأفراد الذين احتجوا على قرارات الرئيس وودرو ويلسون، الذي أمر بإرسال بعض الجنود الأمريكيين إلى روسيا وحُكِم عليهم بالسجن لمدة عشرين عامًا. وأوضح المؤلف أن ما دفعه لتأليف هذا الكتاب هو إلقاء الضوء على أهم الحريات المدنية في الولايات المتحدة، والتي من ضمنها حرية التعبير وحرية الصحافة، كما أنه بيّن حدود حرية المواطنين التي تتماشى مع الإجراءات التي اتخذتها الحكومة بسبب هجمات 11 سبتمبر.
يناقش كتاب الحرية للفكر الذي نكره حق المواطنين في انتقاد حكوماتهم، ويؤكد المؤلف على أن الولايات المتحدة هي أقل الدول تحفظًا على مثل هذه الانتقادات؛ فعلى سبيل المثال استطاع جيرمي ألدرون، أستاذ القانون، أن ينتقد رئيس الولايات المتحدة وأن يتهم نائب الرئيس ووزير الدفاع بأنهما مجرمي حرب، دون خوف من أن يُنزل به القانون أية عقوبة بسبب إدلائه بمثل هذه التصريحات. ويقارن الكتاب بين الحرية التي يحظى بها الأمريكيين في الوقت الحاضر وتلك التي نالها المواطنون في القرون السابقة، ويرى الكاتب أن الحريات المدنية في الولايات المتحدة قد ازدادت مع مرور الزمن؛ وذلك بسبب رغبة الشعب بأكمله في أن ينعم بالحرية، كما يلاحظ لويس، من خلال التطبيق القانون في الوقت الراهن، أن الرؤساء هم أكثر من يتعرض للهجاء والاستنكار، وفي الوقت نفسه يؤكد على أنه لا يمكن لأي أحد أن يُعاقب بالسجن لمجرد تعبيره عن مثل هذه الانتقادات.

## الإطلاق والاستقبال

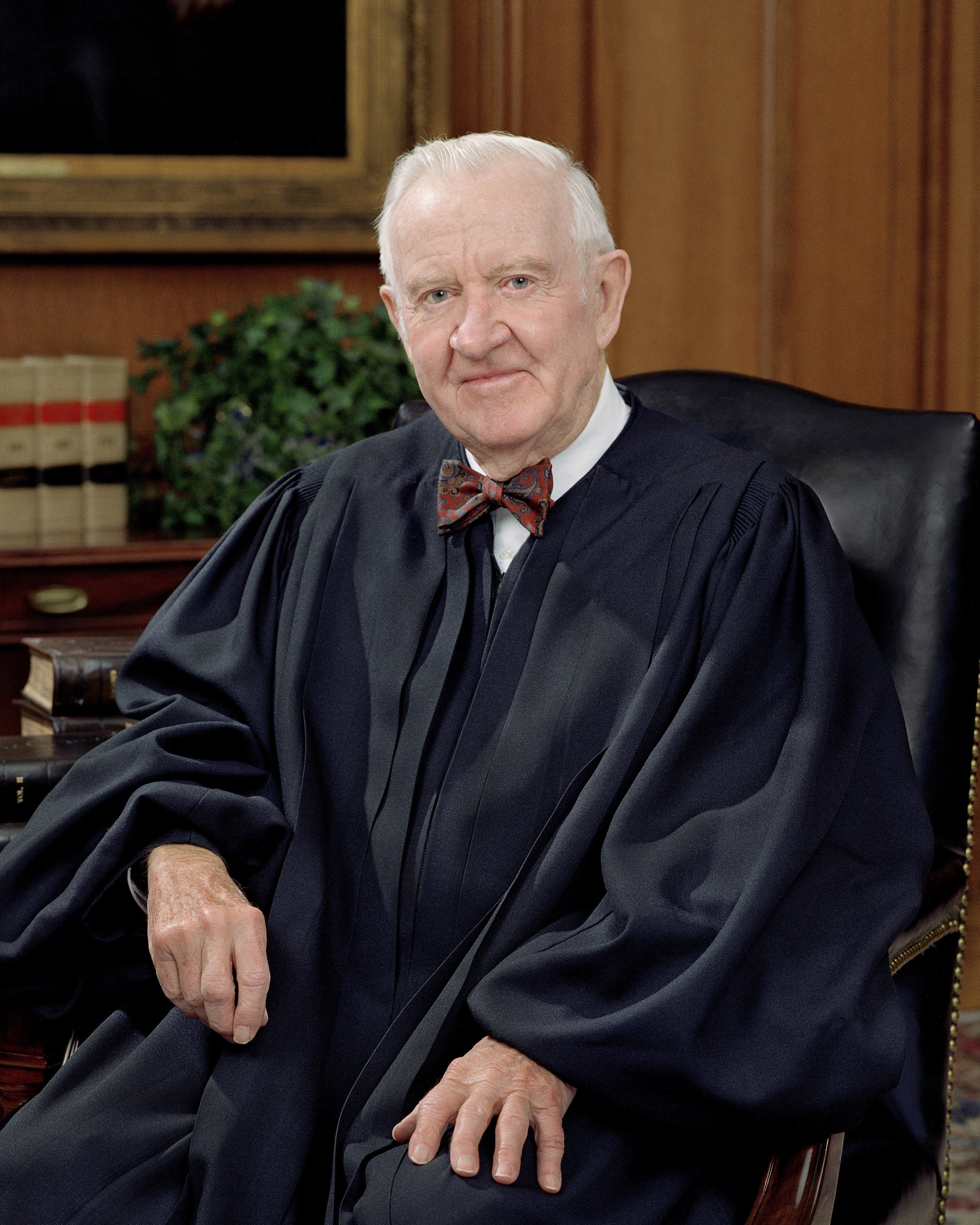
قدم قاضي المحكمة العليا السابق، القاضي جون بول ستيفنز، تحليلًا نقديًا لكتاب الحرية للفكر الذي نكره في مجلة «نيويورك ريفيو أوف بوكس».

ظهر كتاب الحرية للفكر الذي نكره لأول مرة عام 2007 في مدينة نيويورك حيث قامت دار النشر «بيزيك بوكس» (Basic Books)، وهي جزء من مجوعة «بيرسس بوكس» (Perseus Books Group)، بإطلاق الطبعة الأولى من الكتاب وكان العنوان الفرعي للكتاب هو: نظرة على تاريخ التعديل الأول؛ وعند صدور الطبعة الثانية للكتاب عام 2008، في مدينتي نيويورك ولندن فقط، حمل الكتاب عنوانًا فرعيًا آخر وهو: قصة التعديل الأول، ولكن لم يصل هذا التغيير للطبعات التالية، التي احتفظت بالعنوان الأصلي للكتاب بما في ذلك الطبغة الورقية عام 2009 وطبعة عام 2010. وقد ظهرت النسخ الإلكترونية لطبعات الأولى، والثالثة، والرابعة؛ كما تم أطلاق نسخ مسموعة عند صدور النسخة الثانية والرابعة من الكتاب. وقد تُرجم الكتاب إلى اللغة الصينية ونُشر في مدينة بكين عام 2010.
لاقى الكتاب استحسانًا لدى كثير من النقاد؛ كان من بينهم جيفري روزن من جريدة نيويورك تايمز والذي أثار انتباهه ابتعاد المؤلف عن الآراء التقليدية المتعلقة بموضوع الحريات المدنية؛ فقد أشار روزن إلى أن لويس لم يؤيد منح الحماية المطلقة للصحفيين من كشف هوية مصادرهم السرية، حتى في حالة القضايا التي تنطوي على أعمال إجرامية. وقد اعتبر نات هينتوف أن الكتاب يمثل دراسة متعمقة وفاحصة للتعديل الأول للدستور؛ كما اعتبرت مجلة النقد الأدبي «كيركوس ريفيوز» أن الكتاب يمثل تسلسلًا زمنيًا ممتازًا للتعديل الأول للدستور، وللتشريعات والسوابق القضائية اللاحقة.
قدم ريتشارد فالون عرضًا نقديًا للكتاب في مجلة هارفارد، وأشار إلى أن كتاب الحرية للفكر الذي نكره يعطي خلفية واضحة وجذابة للتشريعات القانونية في الولايات المتحدة المتعلقة بحرية التعبير، كما أشاد فالون بقدرة المؤلف على سرد الأحداث التاريخية بطريقة ممتعة. وكتبت روبين بلامنر، صحفية بجريدة سانت بيترسبرغ تايمز (St. Petersburg Times)، أن لويس لخص بطريقة بارعة عملية تطور قوانين حماية حرية التعبير وحرية الصحافة في الدستور الأميركي؛ ولاحظت الكاتبة أن الكتاب أبدى إعجاب المؤلف الشديد بشجاعة القضاة الذين ثاروا ضد الرقابة وساهموا في تطوير قوانين حماية حقوق حرية التعبير التي يدعمها الدستور الأمريكي.
في جريدة «هارتفورد كورانت» (Hartford Courant)، كتب بيل وليامز أنه يجب إلزام طلاب المدارس الثانوية والجامعات بقراءة هذا الكتاب؛ أمّا آن فيليبس فقد كتبت، في عرضها للكتاب في جريدة «نيوز جازيت» (The News-Gazette)، أن المؤلف استطاع بمهارته الكتابية أن يقدم وصفًا دقيقًا للصراعات التي تواجهها البلاد عندما تتعارض سياساتها مع مفهوم حرية التعبير، وحرية الكلام، وحرية الصحافة. وفي جريدة "كريستيان ساينس مونيتور" (The Christian Science Monitor)، أشار تشاك ليدي أن الكتاب يساعد القراء على استيعاب الدور المهم الذي تلعبه حرية التعبير في العملية الديمقراطية، وبخاصة في فترات الصراع العسكري حينما يزداد الجدال حول الجدوى من المعارضة أو الدعوة إلى حوار مفتوح.
علق جيريمي ألدرون على الكتاب في مجلة «نيويورك ريفيو أوف بوكس»، وانتقد موقف لويس تجاه حرية التعبير المتعلق بخطاب الكراهية، وقد أسهب ألدرون لهذه الانتقادات في كتابه «الضرر من خطاب الكراهية» (2012) الذي خصص فيه فصلًا كاملًا لتحليل كتاب لويس؛ حيث أكد ألدرون أن المشكلة وراء فتح المجال أمام حرية التعبير لا تتمثل في الخطر الذي قد ينجم من وجود بعض الأفكار التي تنم عن الكراهية، بل إن المشكلة تكمن في التأثير السلبي جرّاء انتشار مثل هذه الأفكار؛ فعلى سبيل المثال، يتساءل ألدرون عن مدى تأثير انتشار خطاب الكراهية ضد بعض المجموعات العرقية المختلفة وعن مدى مقدرة الأطفال المنتمين لهذه المجموعات على مواجهة أي خطاب كراهية يوجه إليهم. وقد عقّب قاضي المحكمة العليا السابق، القاضي جون بول ستيفنز، في مقال له بمجلة «نيويورك ريفيو أوف بوكس»، على كلا الكتابين: الضرر من خطاب الكراهية والحرية للفكر الذي نكره، وذكر ما أثاره لويس حول أهمية تقبل خطاب الكراهية؛ لأن أي محاولة لتعديل مثل هذا الخطاب ستعتبر تعديًا على وجهات النظر المخالفة. وأشار ستيفنز إلى أن لويس وألدرون اتفقا على أن الشعب الأمريكي هو أكثر الشعوب تمتعًا بحرية التعبير؛ ففي مقاله استشهد ستيفنز بقرار المحكمة المتعلق بقضية سنايدر ضد فيلبس (2011)، والذي يؤكد على دعم أغلبية أعضاء المحكمة العليا لحق الشعب في التعبير عن رأيه فيما يخص المسائل التي تتعلق بالرأي العام، كما أشار ستيفنز إلى أنه على الرغم من اختلافه في الرأي مع الدرون حول ضرورة سن التشريعات التي تحظر أي خطاب للكراهية، إلا أنه اتفق معه في ضرورة أن يمتنع المسؤولون، في بادئ الأمر، عن استخدام أي خطاب مماثل.